# Mount Roland
Mount Roland ist ein 2210 m hoher Berg im westantarktischen Marie-Byrd-Land. Im Königin-Maud-Gebirge ragt er nördlich des Mount Mooney an der Nordflanke des Robison-Gletschers auf.
Der United States Geological Survey kartierte ihn anhand eigener Vermessungen und Luftaufnahmen der United States Navy aus den Jahren von 1960 bis 1964. Das Advisory Committee on Antarctic Names benannte ihn im Jahr 1967 nach Leutnant Charles J. Roland, Flugzeugnavigator der Flugstaffel VX-6 bei der Operation Deep Freeze der Jahre 1966 und 1967.